# 斯泰特維爾懲教中心疟疾研究项目
斯泰特維爾懲教中心疟疾研究项目（Stateville Penitentiary malaria study）是一项1940年代为研究疟疾影响，在美国伊利诺伊州斯泰特維爾懲教中心犯人身上进行的研究项目。此研究由芝加哥大学医学部与美军和国务院联合进行。这个研究项目由于对纽伦堡医学审判的影响以及以后在犯人身上进行的医学实验而值得注意。